# La Etnnia
La Etnnia est un groupe colombien de hip-hop, originaire de Las Cruces, à Bogota.

## Histoire
La Etnnia se forme dans le quartier de Las Cruces, dans le centre-ville de Bogota, en Colombie. Il est considéré comme l'un des premiers à avoir abordé le sujet de cette culture en Colombie, en commençant par des films en provenance directe de New York dans lesquels le mouvement se reflétait, principalement le breakdance.
Ils se forment en 1984 se spécialisant dans le breakdance des rues, sur des sons d'Afrika Bambaataa et sous le nom de « New Rapper Breaker », puis reprennent des morceaux d'Amérique du Nord pour créer leur propre style. Entre 1985 et 1990, ils enregistrent leurs premières démos qui ne seront jamais publiées en raison d'un manque de soutien financier et d'une méconnaissance de ce mouvement. Leur premier album officiel, intitulé El ataque del metano, est produit en 1994 et publié sous format CD à la fin de 1995.
Ils participent au festival Hip hop al parque 2008, qui se tient à Bogota, comme invité national, clôturant le festival. Ils publient leur dernier album intitulé Universal, avec lequel ils remportent différentes reconnaissances nationales et internationales.
En 2004, dans le cadre du Forum de Barcelone, ils reçoivent le prix « Mensajeros de la verdad », récompensant leurs efforts pour diffuser un message social et critique, en créant des opportunités d'expression pour les communautés les moins favorisées. Il remporte aussi un Premios Nuestra Tierra en 2007 dans la catégorie « meilleur artiste solo ou groupe urban de l'année ». Au cours des trois dernières années, La Etnnia, décrite par le magazine Newsweek comme le développement du hip-hop underground en Amérique latine et reconnu par le journal The New York Times comme l'un des premiers groupes (après Gotas de Rap) à valider le hip-hop en Colombie. Ils continuent à se faire connaître au niveau international sur les principaux marchés de ce genre en Europe et aux États-Unis.

## Discographie
- 1995 : El ataque del metano
- 1997 : Malicia indígena
- 1999 : Criminología
- 2001 : Stress, dolor y adrenalina
- 2004 : Real
- 2008 : Por Siempre
- 2011 : La voz de la calle
- 2013 : Universal
- 2015 : 5-27 Internacional
- 2019 : 10
- 2022 : Inmortal

### Collaborations
- Los caminos reales (Big Mato)
- Vengo (Big Mato, Vakero, Don Dinero, Toxic Crow, Villano Sam, Malverde, Tori Nash, Al Pachino, MC Pan ; produit par SPK)
- Conciencia (Alerta Kamarada)